# The Red Pill
Cet article possède un paronyme, voir Pilule rouge.
Pour plus de détails, voir Fiche technique et Distribution.
The Red Pill est un film américain de 2016 réalisé et coproduit par Cassie Jaye. Ce documentaire explore les mouvements masculinistes de défense des droits des hommes au travers d'une série d'interviews des dirigeants et membres du mouvement.
The Red Pill a été diffusé en avant-première à New York le 7 octobre 2016. Les DVD et Blu-ray ont été mis en vente le 7 mars 2017 par Gravitas Ventures.
La diffusion de ce documentaire controversé a été annulée à plusieurs reprises, notamment sous l'impulsion de féministes.

## Choix du titre

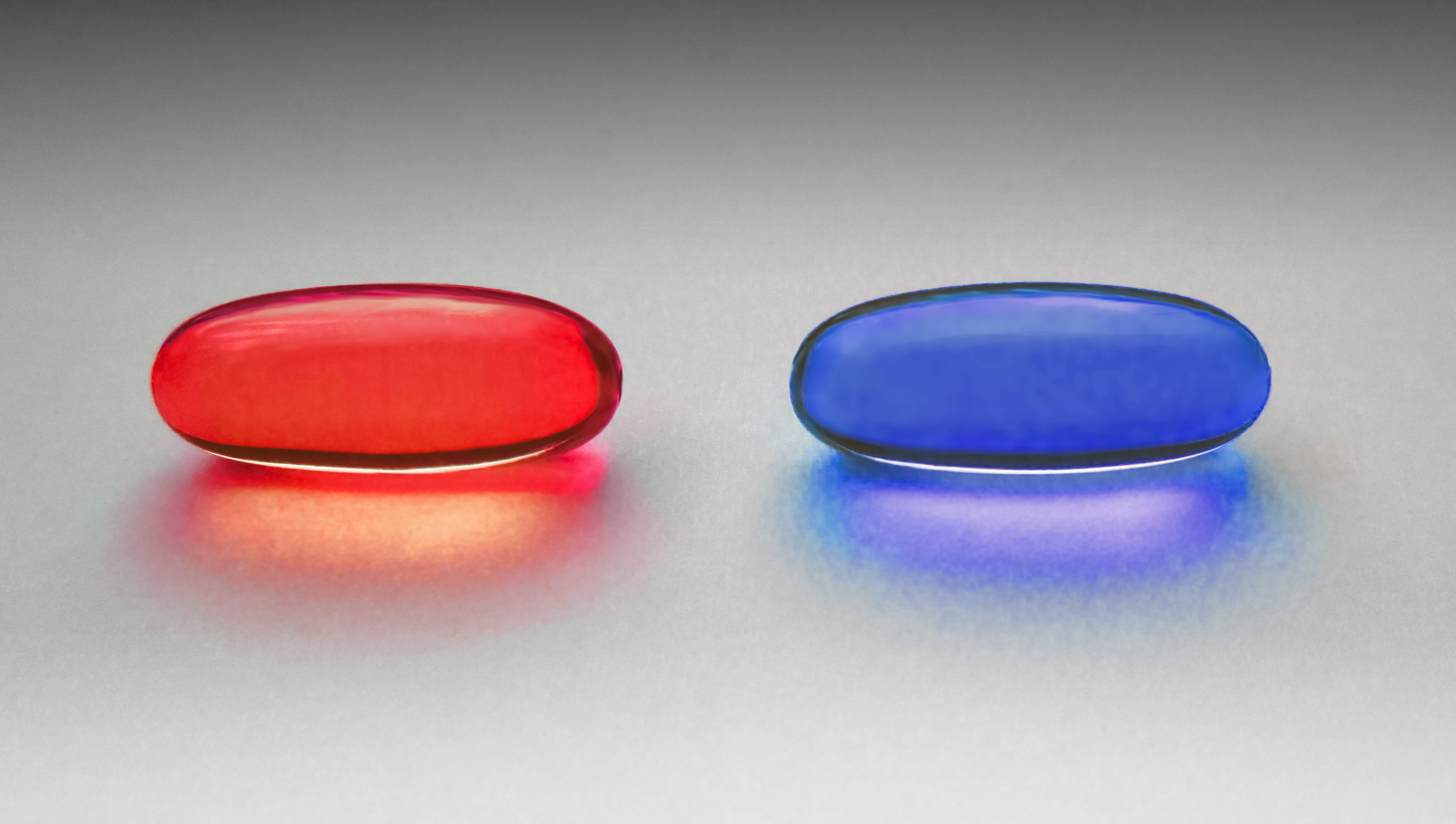
La pilule rouge et la pilule bleue, allégories contemporaines de la prise de conscience et de l'ignorance rationnelle.

Le titre du film, qui se traduit littéralement par « la pilule rouge », fait référence à une scène emblématique du film Matrix dans laquelle le protagoniste (Thomas A. Anderson) doit faire le choix d'ingérer une pilule rouge ou une pilule bleue, la première représentant le choix d'une vérité lucide avec toute la dureté que cela implique en opposition à la seconde qui serait la préférence de l'ignorance dans un doux mensonge confortable.
Par analogie, le film affirme apporter une vérité et une compréhension nouvelle sur les relations entre les sexes au sein de la société. Peggy Sastre note cependant avec amusement que la référence à Matrix est également utilisée par les cercles féministes.

## Synopsis
The Red Pill narre l'enquête de la réalisatrice Cassie Jaye, initialement féministe, au sein de ce qu'elle considère au départ être une mouvance masculine agressive et violente.

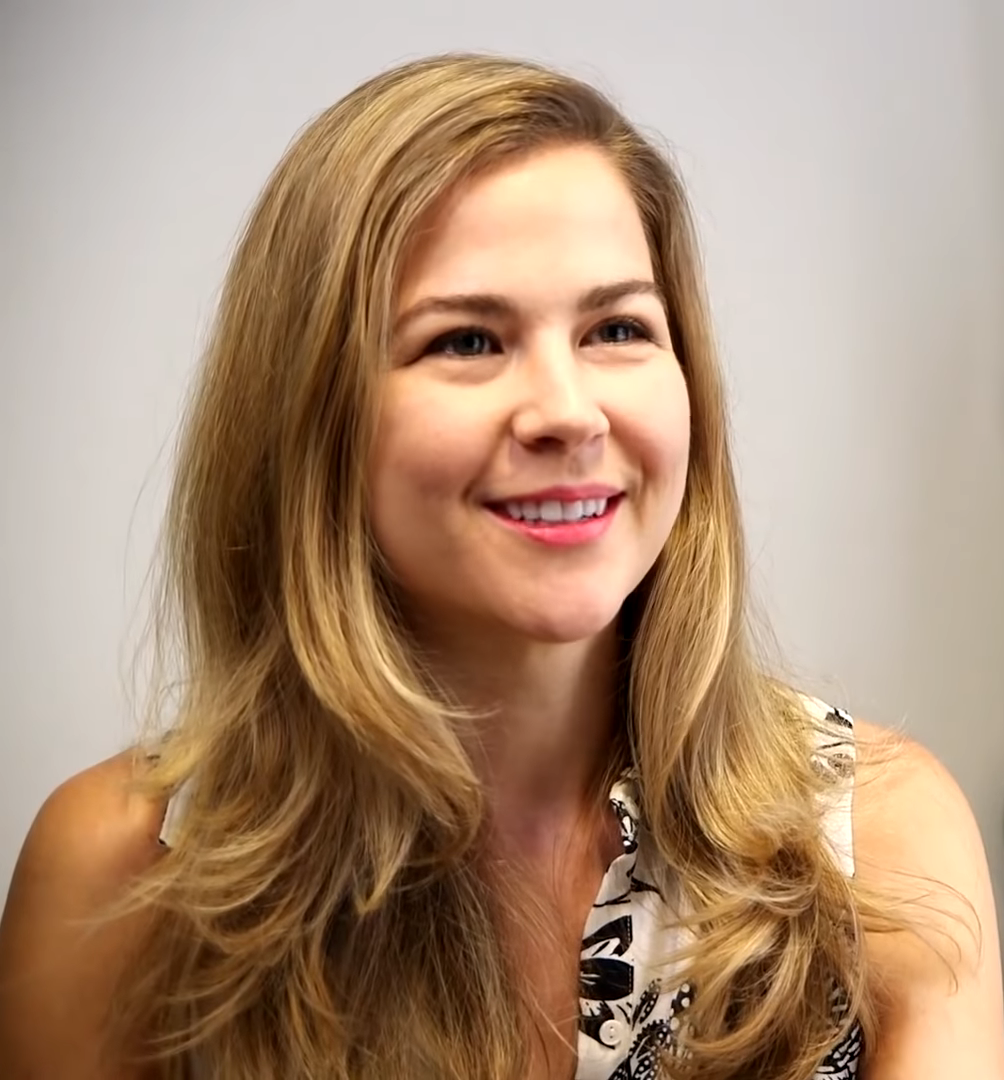
La réalisatrice Cassie Jaye en 2018 dans une interview sur le film, intitulée My 'Red Pill' suicide mission.

Elle découvre progressivement que le mouvement ne correspond pas à l'idée qu'elle s'en faisait et s'interroge sur sa vision des rapports entre les sexes, du pouvoir et des privilèges. Le documentaire traite des problématiques rencontrées par les hommes comme les taux de suicide élevés, les accidents du travail et métiers dangereux, le service militaire aux États-Unis, l'absence de services d'assistance aux hommes battus ou victimes d'agression sexuelles, les problématiques liées au divorce et au biais judiciaire notamment dans le cas de la garde parentale, le sous-financement de la recherche liée à la santé masculine, la tolérance inique à l'égard des partis pris misandres, la circoncision, le manque de contraception masculine, les accusations infondées de viol, ou encore les fraudes à la paternité et paternités imposées,,.
Le documentaire s'appuie sur des entretiens avec des représentants et partisans d'associations masculinistes, comme le fondateur du très controversé site américain A Voice For Men (en), Paul Elam, le président de la National Coalition for Men (en), Harry Crouch, l'auteur de The Myth of Male Power (en), Warren Farrell, et Erin Pizzey connue pour avoir ouvert le premier refuge pour femmes battues en 1971. Des critiques du mouvement, comme Katherine Spillar, la directrice du magazine Ms., et le sociologue Michael Kimmel, sont aussi présentées. Enfin, la réalisatrice livre quelques extraits de son journal vidéo personnel.

## Fiche technique
- Réalisation : Cassie Jaye
- Producteur : Cassie Jaye, Nena Jaye, Anna Laclergue
- Société de production : Jaye Bird Productions
- Photographie : Evan Davies
- Musique : Douglas Edward
- Montage : Cassie Jaye
- Diffusion :
  - Première : 7 octobre 2016 à Cinema Village, New York
  - Disponibilité en ligne : le film a été rendu disponible au téléchargement le 7 mars 2017.

## Nominations et récompenses
- Prix de la Digital Hollywood Conference 2017 : Women In Film[10]
- Prix de l'Idyllwild International Festival of Cinema (en) 2017[10],[11],[12] :
  - The Chuck Washington Award – Best of Festival Award
  - Mary Austin Award – Excellence In Directing Documentary
  - Mary Austin Award – Excellence In Producing A Documentary
- Prix du Louisiana International Film Festival 2017 : Best Documentary Feature[10]

## Production et financement
Le financement du film a été en partie possible par le biais de financement participatif. Selon la réalisatrice, le biais féministe des producteurs contactés n'était pas souhaitable puisqu'elle souhaitait réaliser un film neutre.
En dernier recours, Cassie Jaye a utilisé le site de financement participatif Kickstarter pour lever 211 260 $, dépassant l'objectif initial de 97 000 $. Alan Scherstuhl, dans sa critique du film pour The Village Voice , y voit cependant le risque d'un conflit d'intérêts puisque, selon lui, le film pourrait avoir été financé en grande partie par des associations liées à la condition masculine.

## Réception du film

### Critiques
Francis Dupuis-Déri estime que le film participe de la propagande masculiniste. 
Katie Walsh, du Los Angeles Times, considère que le documentaire « manque d'un argumentaire cohérent parce qu'il est construit sur une incompréhension fondamentale des termes » et regrette que le film ne s'attarde pas sur la manière dont « le système patriarcal contrôle les ressources pour exploiter à la fois femmes et hommes ». Elle reconnait l'existence « de nombreuses problématiques graves et urgentes auxquels les hommes sont confrontés » mais considère que le documentaire « ne fait que diviser avec une présentation complaisante et biaisée, sans réussir à monter un argumentaire convaincant ».
John DeFore, de The Hollywood Reporter, note que The Red Pill « est maladroit et frustrant dans de nombreux aspects. Cependant il témoigne d'une sincérité et d'une ouverture d'esprit propre à questionner des idées établies — permettant aux représentants de ce mouvement problématique de présenter leurs arguments de manière claire et convaincante — et on souhaiterait que le documentaire puisse voir plusieurs facettes de ce débat en même temps ». Il en conclut que le documentaire est « une tentative admirable d'impartialité dont l'approche journalistique et esthétique dessert le propos ».
Alan Scherstuhl de The Village Voice, critique des mouvements de défense des hommes, considère que le financement opaque via Kickstarter soulève des questions sur la neutralité de la production. Il s'attarde sur le caractère « amateur » du film, dont l'esthétique est faible : « Le film, comme le mouvement échoue à prouver l'existence d'une cause systémique. À la place, un féminisme croque-mitaine est accusé de réduire au silence ses opposants ».
La critique de Cathy Young, pour Heat Street (en), est positive. Elle considère que le documentaire soulève des questions importantes et rarement traitées tout en effectuant une critique « méritée » du féminisme. En revanche, selon elle, le film n'aborderait pas assez les « aspects sombres du mouvement des hommes » et Cassie Jaye manquerait de mordant dans les interviews des responsables d'associations.
Corrine Barraclough, du journal australien The Daily Telegraph, remarque que « le message de The Red Pill est la compassion » et « s'interroge sur les raisons qui poussent les féministes à imposer l'omerta sur la thématique ».
L'essayiste féministe Pascale Navarro estime que le film de Cassie Jaye ferait preuve de « malhonnêteté intellectuelle », arguant que la réalisatrice n'apporterait pas de contradiction à ses interlocuteurs. 

### Annulations de diffusion et polémiques
La première diffusion du film en Australie, prévue le 6 novembre 2016 au Palace Kino (en) à Melbourne, a été annulée à la suite d'une pétition sur Change.org qui a rassemblé 2 370 signatures en assimilant le film à de la « propagande misogyne »,. Une contre-pétition lancée dans les jours suivants a obtenu près de 5 000 soutiens en dénonçant une tentative de « limitation de la liberté d'expression en Australie »,.
Le Mayfair Theatre (en) à Ottawa a aussi annulé une projection du film,,.
Des projections du film dans un cadre universitaire ont également fait l'objet de vifs débats, notamment une projection annulée sur le campus de l'université de Calgary et une autre repoussée à l'université de Sydney, au motif de « risque de promotion des violences faites aux femmes ».